# Сизоворонка
Сизоворонка, или обыкнове́нная сизоворо́нка, или ракша (лат. Coracias garrulus), — вид птиц из семейства сизоворонковых отряда ракшеобразных. Выделяют два подвида.

## Описание
Сизоворонка по размерам немного меньше галки, общая длина тела до 32 см, масса до 185 г. 
Оперение жёсткое, окраска яркая зеленовато-голубая с переливами, спина и верх крыльев ржаво-коричневого цвета. Клюв прямой, сильный, сжатый с боков, у вершины крючковатый, тёмно-бурый, ноги крепкие. У основания клюва имеются жёсткие щетиноподобные перья.

## Ареал
Распространена в лесостепной и степной зоне Европы, Юго-Западной Азии и Северо-Западной Африке; в РФ и СНГ — на востоке до Алтая, на севере до Эстонии и Татарстана. Сизоворонка широко представлена в степях Казахстана, особенно южного. Сизоворонка — перелётная птица. Зимует она, как правило, в тропических и южных районах Африки. Полёт сизоворонки невысокий, ныряющий, слегка напоминает полёт зимородка.

## Гнездование

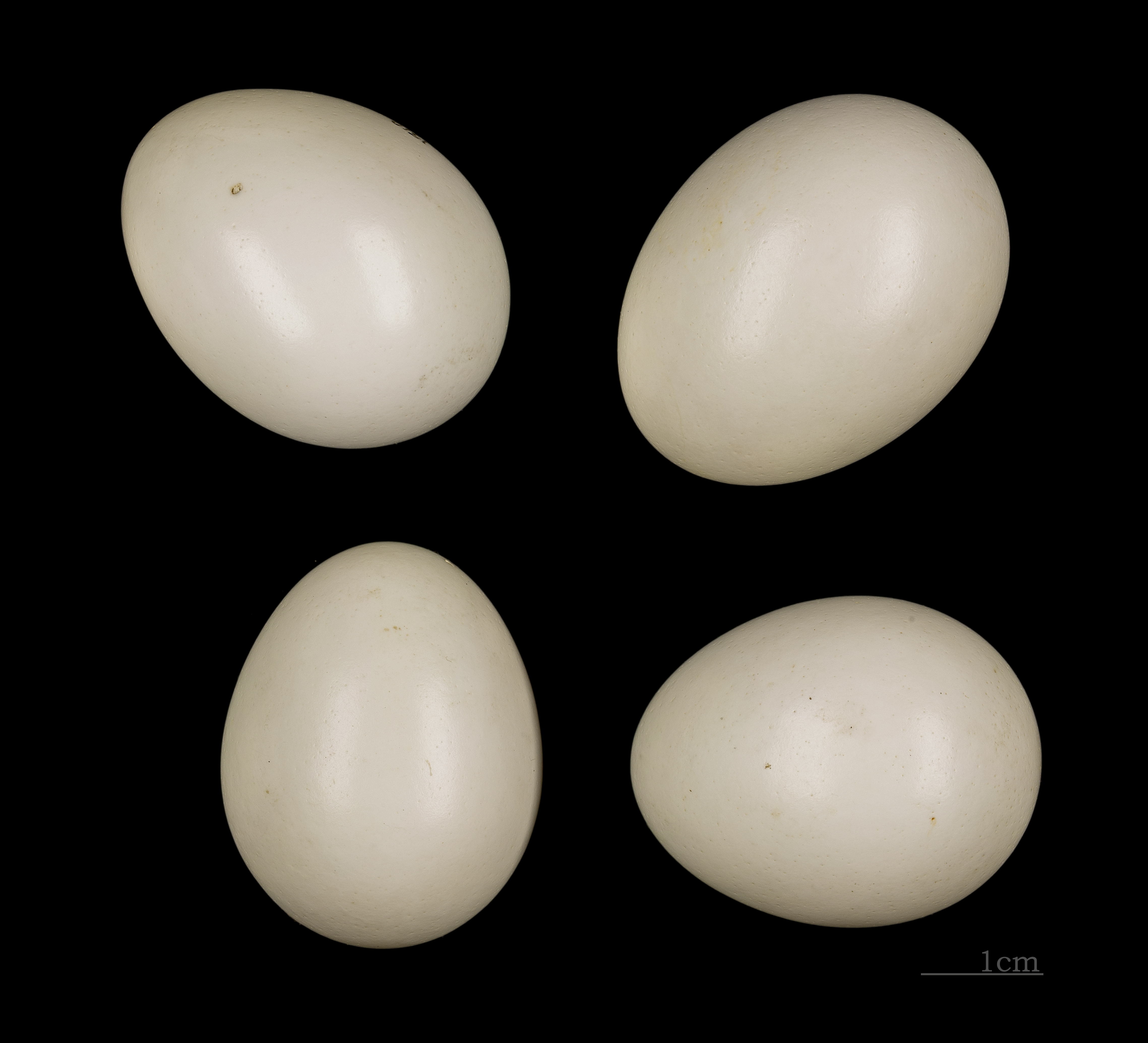
Яйца сизоворонки

Гнездится в дуплах, на юге — в пустующих норах (которые иногда выдалбливает в обрывах), также иногда в строениях (в основном заброшенных) — на военных базах, аэродромах и т. д. В кладке сизоворонки обычно 4—6 белых яиц. Насиживание длится 18—19 суток.

## Питание
Сизоворонка всеядна, но предпочитает питаться крупными насекомыми (саранча, жуки), ящерицами, лягушками, многоножками, иногда грызунами; осенью потребляет некоторое количество винограда, других ягод и семян.

## Подвиды
Орнитологи выделяют 2 подвида обыкновенной сизоворонки:
- Coracias garrulus garrulus Linnaeus, 1758 — номинативный подвид, распространённый на большей части ареала вида, кроме его юго-восточной азиатской части: занимает всю европейскую и североафриканскую часть, юго-запад Сибири и Иран;
- Coracias garrulus semenowi Loudon et Tschusi, 1902 — туркестанская сизоворонка, юго-восточный азиатский подвид, распространён от Ирака до запада Пакистана, на западе Гималаев и в центральном Казахстане.